# Okťabrskij (Bělgorodská oblast)
Okťabrskij (rusky Октябрьский) je sídlo městského typu v Bělgorodské oblasti v Rusku. Žije zde 8 785 obyvatel (2021).

## Geografie
Obec se nachází na břehu řeky Lopan (povodí Severního Doňce) asi 30 km vzdušnou čarou jihozápadně od oblastního centra Bělgorodu.

## Dějiny
Osada se původně jmenovala Voskresenovkoj a vznikla kolem roku 1747. První obyvatelé osady byly původem Ukrajinci.
V roce 1935 navštívil osadu lidový komisař Mikojan, který získal příděl státních prostředků na výstavbu školy a budovy okresního výboru v obci. Jako projev vděčnosti se zastupitelé obce rozhodli pro přejmenování osady na Mikojanovka. V roce 1938 získala obec status sídla městského typu. 
V roce 1958 byla obec přejmenována na současný název Okťabrskij.

## Hospodářství
V obci je cukrovar, mlýn na mouku a pekárna. Dříve tu existovala významná sklárna, která ale v roce 2013 zkrachovala.